# Kuća Franetović s gospodarskom zgradom u Starom Gradu
Kuća Franetović s gospodarskom zgradom nalazi se u Starom Gradu na Hvaru, na adresi ul. Dinka Politea 2 i Duolnjo kola 28.

## Opis
Kuća Franetović sastoji se od dijela za stanovanje i gospodarske zgrade s vrtom. Na prvom katu kuće su prozori i vrata s profiliranom natprozornicima i nadvratnikom te sa zapadne strane postoji jedan prozor gotičkog oblika. Sa sjeverne strane uz stambenu kuću smještena je prizemna gospodarska kuća koja prema dvorištu ima četiri polukružno svođena otvora u nizu arkada, dok su ostali njeni zidovi bez otvora. Pred sjevernom stranom stambene kuće je bunar na kojem je terasa. Na bunaru je natpis s imenom ranijeg vlasnika Bučića i godinom 1733. Sklop stambene i gospodarske kuće predstavlja gradnju XVII. i XVIII. stoljeća i karakterističan je primjer spajanja ove dvije namjene.

## Zaštita
Pod oznakom Z-777 zavedena je kao nepokretno kulturno dobro - pojedinačno, pravna statusa zaštićena kulturnog dobra, klasificirano kao "stambeno-poslovne građevine".